# Лінн Дженнінгс
Лінн Дженнінгс  (англ. Lynn Jennings; 10 липня 1960) — американська легкоатлетка, олімпійська медалістка.

## Виступи на Олімпіадах
| Олімпіада      | Дисципліна           | Місце |
| -------------- | -------------------- | ----- |
| Сеул 1988      | біг на 10 000 метрів | 6     |
| Барселона 1992 | біг на 10 000 метрів | 3     |
| Атланта 1996   | біг на 5000 метрів   | 9     |

## Зовнішні посилання
- Досьє на sport.references.com [Архівовано 31 травня 2009 у Wayback Machine.]